# 제퍼슨 에어플레인

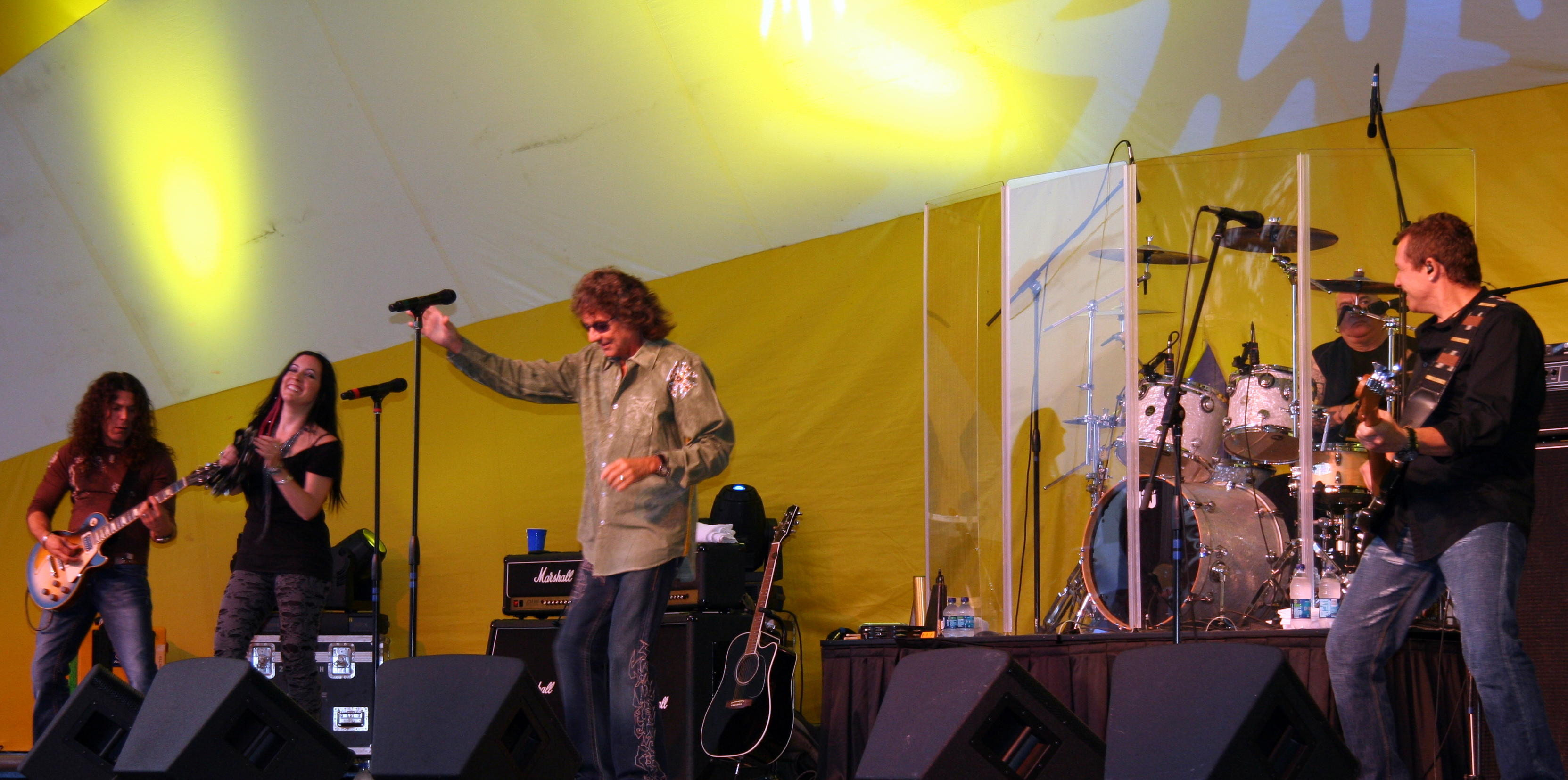
제퍼슨 에어플레인

제퍼슨 에어플레인(Jefferson Airplane)은 미국의 사이키델릭 록 음악 그룹인데, 1980년대에 '스타십(Starship)'으로도 활동했다.
1965년에 데뷔 공연을 가졌는데, 포크와 록 음악을 섞은 그들의 음악은 신선한 충격을 던져 주었다. 1967년에 〈Somebody To Love〉, 〈White Rabbit〉(화이트 래빗) 등이 인기를 얻었으며, 1968년에는 〈Lather〉와 〈Triad〉 등이 인기를 얻었다. 또한, 1970년에는 〈Have You Seen The Stars Tonite〉이 사랑을 받았다. 1973년에 라이브를 모은 앨범을 내놓아 〈High Flying Bird〉가 호평을 받았다. 1974년에는 《Dragonfly》를 발매하여 〈Hyperdrive〉와 〈Ride The Tiger〉, 〈Caroline〉 등이 호평을 거두었다. 1975년에는 《Red Octopus》를 내놓아 〈Miracles〉와 〈Play On Love〉, 〈Tumblin'〉 등이 큰 인기를 거두었다. 1979년에는 〈Jane〉이 인기를 얻었으며, 1980년에는 원년 멤버들이 참여하여 만든 《Heart》 가 큰 인기를 거두었다.

## 음반 목록
- Jefferson Airplane Takes Off (1966)
- Surrealistic Pillow (1967)
- After Bathing at Baxter's (1967)
- Crown of Creation (1968)
- Volunteers (1969)
- Bark (1971)
- Long John Silver (1972)
- Jefferson Airplane (1989)

## 같이 보기
- 제퍼슨 스타십
- 스타십